# Galium multiflorum
Galium multiflorum es una especie de planta herbácea perteneciente a la familia de las rubiáceas. Es nativa de las montañas, laderas y mesetas desérticas del este de  California y oeste de Nevada, donde crece en los suelos rocosos y secos. 

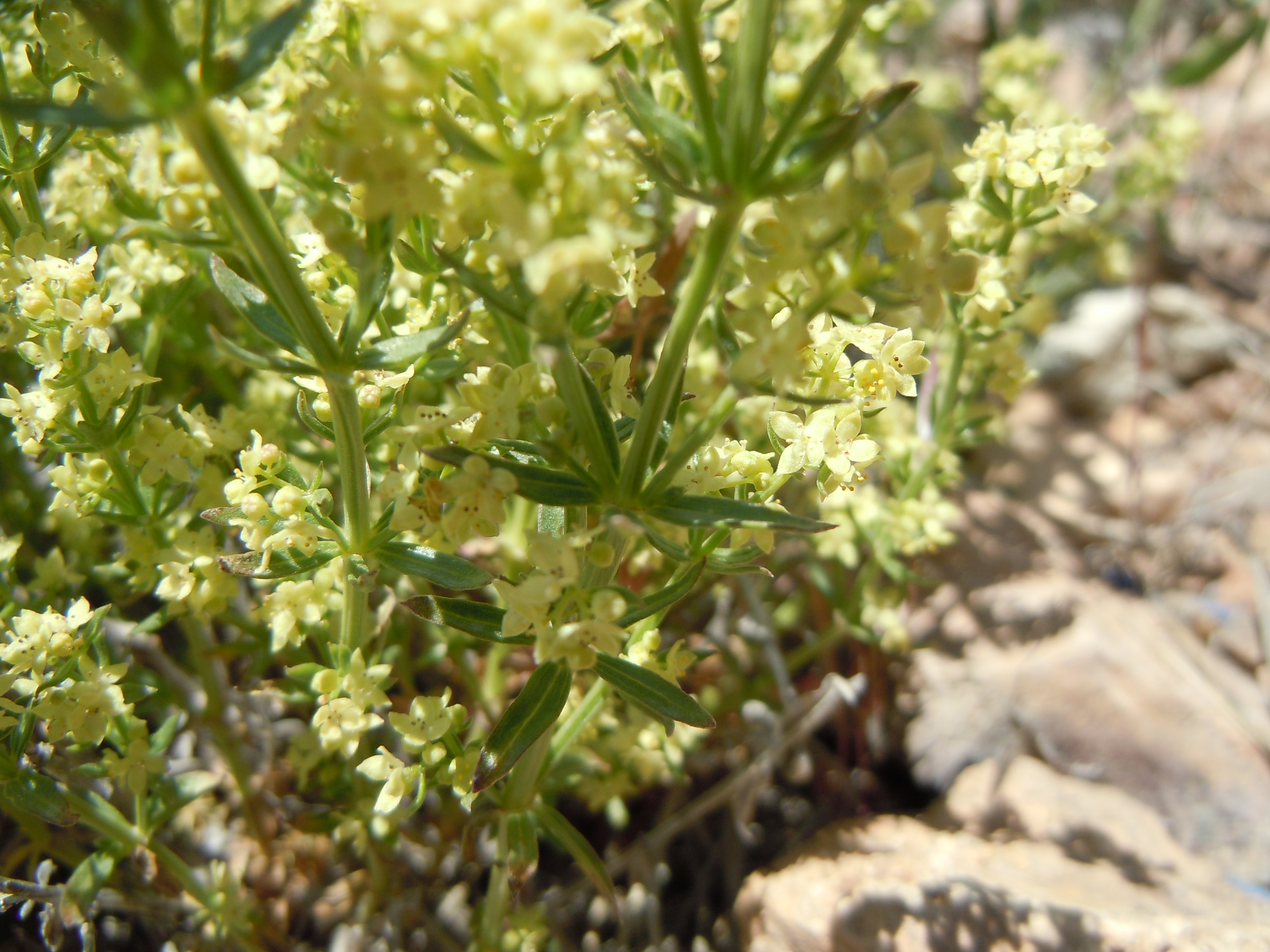
Vista de la planta

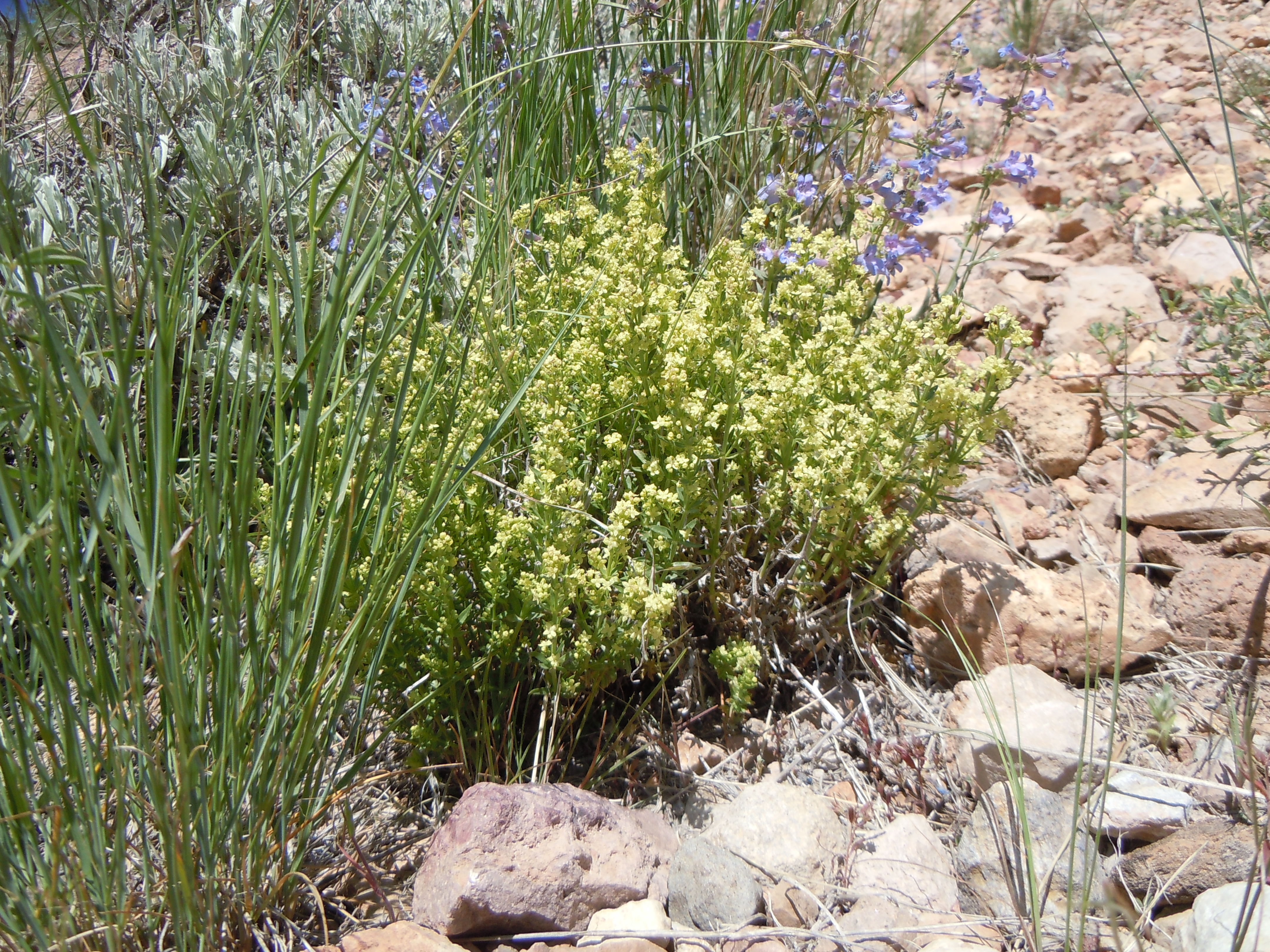
En su hábitat

## Descripción
Es una hierba perenne que crece con una base leñosa y la forma tallos delgados, erectos de alrededor de 35 centímetros de altura. Las hojas están dispuestas en verticilos de cuatro, en dos pares, cerca del tallo a intervalos. Son pequeñas, de forma ovalada. La planta es dioica, y las flores masculinas y femeninas son similares, apareciendo en racimos de color blanco con las corolas rosadas en los extremos de los tallos. El fruto es una núcula cubierto de pelos muy largos.

## Taxonomía
Galium multiflorum fue descrita por Albert Kellogg y publicado en Proceedings of the California Academy of Sciences 2: 97–99, f. 27, en el año 1863.
Etimología
Galium: nombre genérico que deriva de la palabra griega gala que significa  "leche",  en alusión al hecho de que algunas especies fueron utilizadas para cuajar la leche.
multiflorum: epíteto latíno que significa "con muchas flores".
Sinonimia
- Galium bloomeri A.Gray
- Galium bloomeri var. hirsutum A.Gray
- Galium matthewsii var. scabridum Jeps.
- Galium multiflorum subsp. hirsutum (A.Gray) Ehrend.
- Galium multiflorum var. hirsutum (A.Gray) A.Gray
- Galium multiflorum f. hirsutum (A.Gray) Ehrend.[4]